# Unterseeboot U-70 (1915)
Pour les autres navires du même nom, voir Unterseeboot 70.
L'Unterseeboot U-70 est un sous-marin de type U 66 de la marine impériale allemande pendant la Première Guerre mondiale. Il a été mis en chantier en février 1914 en tant que U-11, le dernier bateau de la classe U 7, pour la marine austro-hongroise mais il a été vendu à l’Allemagne en novembre 1914 avec les autres navires de la classe.
Le sous-marin a été commandé sous le nom de U-11 à Germaniawerft de Kiel en tant que dernier des cinq navires de la classe U 7 pour la marine austro-hongroise. Après le déclenchement de la Première Guerre mondiale en août 1914, la marine austro-hongroise est convaincue qu’aucun des sous-marins de la classe ne peut être livré en mer Adriatique via Gibraltar. En conséquence, toute la classe, y compris l'U-11, a été vendue à la marine impériale allemande en novembre 1914. Sous contrôle allemand, la classe est devenue connue sous le nom de type U 66 et les bateaux ont été renumérotés. L'U-11 est devenu l'U-70, et tous ont été redessinés et reconstruits selon les spécifications allemandes. L'U-70 fut lancé en juillet 1915 et mis en service en septembre. Une fois terminé, il avait un déplacement de 791 tonnes en surface et 933 tonnes en immersion. Le bateau mesurait 69,50 mètres de long. Il était armé de cinq tubes lance-torpilles et d’un canon de pont.
Faisant partie de la IVe flottille tout au long de la guerre, l'U-70 a coulé 52 navires marchands avec un tonnage combiné de 135288 tonneaux de jauge brute (TJB). Ce total comprenait le Southland, avec 11899 tonneaux de jauge brute, l’un des plus grands navires de guerre coulé par un sous-marin allemand, coulé en juin 1917. De plus, l'U-70 coula un sloop britannique de classe Flower et endommagea cinq navires marchands (24971 TJB). Le 20 novembre 1918, neuf jours après l’armistice, l'U-70 se rend aux Britanniques. Il fut démantelé à Bo'ness en 1919-1920.

## Conception et construction
Après que la marine austro-hongroise eut évalué trois modèles de sous-marins étrangers, elle choisit le modèle Germaniawerft 506d, également connu sous le nom de type UD, pour sa nouvelle classe U-7 de cinq sous-marins. La marine a commandé cinq bateaux le 1er février 1913.
La classe U-7 était considérée par la marine austro-hongroise comme une version améliorée de sa classe U-3, qui était également un modèle de Germaniawerft. Conçus pour la marine austro-hongroise, les bateaux devaient déplacer 695 tonnes en surface et 885 tonnes en immersion. Les bateaux à double coque devaient avoir une longueur hors tout de 69,50 mètres avec un maître-bau de 6,30 mètres et un tirant d'eau de 3,79 mètres. Les spécifications autrichiennes prévoyaient deux arbres d'hélice entraînés par des moteurs Diesel jumelés d’une puissance totale de 2300 ch (1692 kW) permettant d’atteindre 17 nœuds (31 km/h) en surface, et par des moteurs électriques jumelés d’une puissance totale de 1240 ch (912 kW) pour une vitesse maximale de 11 nœuds (20 km/h) en immersion. Les bateaux étaient conçus avec cinq tubes lance-torpilles de 45 cm, dont quatre à l’avant et un à l’arrière. L’armement des bateaux devait également comprendre un seul canon de pont de 6,6 centimètres L/26.
L'U-11 a été mis en chantier le 11 février 1914, le dernier bateau de la classe à être commencé. Sa construction devait être terminée dans un délai de 29 à 33 mois.
Ni l'U-11 ni aucun de ses sister-ships n’étaient terminés lorsque la Première Guerre mondiale a commencé en août 1914. Avec les bateaux en construction à Kiel, les Autrichiens sont devenus convaincus qu’il serait impossible d’en prendre livraison, car ils devraient être remorqués dans la mer Méditerranée au-delà de Gibraltar, un territoire britannique. En conséquence, l'U-11 et ses quatre sister-ships ont été vendus à la marine impériale allemande le 28 novembre 1914.
L'U-11 a été renuméroté par les Allemands U-70 lorsque sa classe a été rebaptisée type U 66. La marine impériale allemande a fait redessiner et reconstruire les sous-marins selon les normes allemandes, ce qui a augmenté le déplacement de 96 tonnes en surface et de 48 tonnes en immersion. La dotation en torpilles a été augmentée d’un tiers, passant de 9 à 12, et le canon de pont a été remplacé, passant du canon de 6,6 cm initialement spécifié à un canon de 8,8 cm SK L/30.

## Début de carrière
L'U-70 fut lancé le 20 juillet 1915. Le SM U-70 est mis en service le 22 septembre dans la marine impériale allemande, sous le commandement du Kapitänleutnant Otto Wünsche. L'U-70 était le deuxième commandement d’un sous-marin pour cet officier de 30 ans. Il avait commandé l'U-25 d’août 1914 jusqu’à la semaine précédant son affectation à l'U-70. En janvier 1916, Wünsche et l'U-70 escortent le forceur de blocus allemand Marie à travers la mer du Nord. Le 9 février, l'U-70 fut affecté à la IVe flottille (en allemand : IV. U-halbflotille) dans laquelle il resta pendant toute la durée de la guerre. L'U-70 servit à nouveau d’escorteur à la fin du mois de février, lorsqu’il accompagna le navire marchand allemand Greif.

## La deuxième offensive allemande
L’Allemagne a lancé sa deuxième offensive sous-marine contre la navigation en février 1916, le mois où l'U-70 a rejoint la quatrième flottille. Comme lors de la première offensive sous-marine, des sous-marins allemands ont été envoyés indépendamment autour de l’Écosse pour patrouiller dans la mer d'Irlande et l’entrée ouest de la Manche. L'U-70 coula son premier navire le 16 mars, lorsqu’il envoya par le fond le voilier britannique Willie à 60 milles marins (110 km) au nord-ouest de Fastnet Rock. Le même jour, il endommagea également le cargo britannique Berwindale, en route vers Avonmouth avec un chargement de blé en provenance de Galveston (Texas). Pendant le reste du mois de mars et jusqu’au début d’avril, l'U-70 coula cinq autres navires de 14557 tonnes de jauge brute (TJB). Le plus grand était le cargo britannique Eagle Point, transportant une cargaison de foin et d’avoine en provenance de Saint-Jean (Nouveau-Brunswick), qui fut torpillé et coulé le 28 mars. Vers la fin d’avril 1916, l’amiral Reinhard Scheer, le nouveau commandant en chef de la Hochseeflotte (sous laquelle opérait la quatrième flottille à laquelle appartenait l'U-70), annula l’offensive contre la marine marchande et ordonna à tous les bateaux en mer de revenir, et à tous les bateaux au port d’y rester.

## Embuscade contre laGrand Fleet
À la mi-mai, Scheer achève les plans visant à neutraliser une partie de la Grand Fleet britannique. La flotte de haute mer allemande sortirait pour un raid sur Sunderland, attirant la flotte britannique à travers des groupes de sous-marins et des champs de mines. L'U-70 était l’un des quatre sous-marins allemands qui prirent la mer à partir du 18 mai pour explorer le centre de la mer du Nord à la recherche de signes de la flotte britannique. Après cinq jours de reconnaissance, l'U-70, ainsi que l'U-63, l'U-51, l'U-32, le sister-ship U-66, l'U-24 et l'U-52, prirent position le 23 mai au large du Firth of Forth. Les deux autres bateaux, l'U-43 et l'U-44, étaient stationnés au large de Pentland Firth, en position d’attaquer la flotte britannique quittant Scapa Flow. Tous les bateaux devaient rester en poste jusqu’au 1er juin et attendre un message codé qui signalerait le départ de la flotte britannique. Malheureusement pour les Allemands, l’Amirauté britannique disposait de rapports du renseignement sur le départ des sous-marins qui, associés à l’absence d’attaques contre les navires, ont éveillé les soupçons britanniques.
Le départ retardé de la flotte allemande pour sa sortie (qui avait été redirigée vers le Skagerrak) et le fait que cinq sous-marins allemands n’aient pas reçu le message codé avertissant de l’avance britannique ont fait de l’embuscade anticipée par Scheer un « échec complet et décevant ». Bien que l'U-70 ait reçu l’avertissement préalable du message codé, son équipage n’a jamais vu aucune partie de la flotte. [Note 7] L’échec de l’embuscade sous-marine à couler les navires capitaux britanniques a permis à l’ensemble de la Grand Fleet d’engager la flotte de haute mer, numériquement inférieure, dans la bataille du Jutland, qui a eu lieu du 31 mai au 1er juin.
Le succès suivant de l'U-70 a eu lieu en décembre lorsqu’il a coulé le vapeur britannique Pascal de 5587 TJB le 17 décembre. Au cours du mois suivant, il coula 14 autres navires (19795 TJB).

## Guerre sous-marine sans restriction
Dès les premiers stades de la guerre, les Britanniques avaient mis en place un blocus de l’Allemagne, empêchant les navires neutres d’atteindre les ports allemands. Au moment de ce qu’on a appelé « l’hiver du navet » de 1916-1917, le blocus avait sévèrement limité les importations de nourriture et de carburant en Allemagne. Parmi les résultats, on compte une augmentation de la mortalité infantile et jusqu’à 700 000 décès attribués à la famine ou à l’hypothermie pendant la guerre. Le blocus ayant des conséquences aussi désastreuses, l’empereur Guillaume II approuva personnellement la reprise de la guerre sous-marine sans restriction à partir du 1er février 1917 pour aider à forcer les Britanniques à faire la paix. Les nouvelles règles d’engagement précisaient qu’aucun navire ne devait être laissé à flot.
La première action enregistrée de l'U-70 en vertu des nouvelles règles d'engagement a eu lieu vers la fin de février 1917, lorsque le sous-marin a bombardé le SS San Patricio, battant pavillon britannique. Le pétrolier de 9712 TJB, rencontré par l'U-70 au large des îles Orcades, survit à l’attaque. En mars, l'U-70 coula douze navires totalisant 25 708 TJB et endommagea un treizième de 4 666 TJB.
Au cours du mois d’avril 1917, les sous-marins allemands ont réussi à couler 860 334 tonnes de navires alliés et neutres, un total inégalé par aucun mois dans l’une ou l’autre des deux guerres mondiales. La contribution de l'U-70 fut de dix navires de 23 530 TJB envoyés par le fond, dont quatre le même jour, le 24 avril.
Bien que le total mensuel du tonnage coulé par tous les sous-marins ait atteint un sommet en avril, les pertes ont été de plus de 600 000 tonnes en mai et en juin. L'U-70 n’a pas contribué au décompte de mai, mais son commandant, Wünsche, a reçu l’ordre de Hohenzollern. L'U-70 commença un autre mois productif en juin en coulant le paquebot Southland de l’American Line le 4 juin. Avec 11 899 tonneaux de jauge brute, le Southland est le plus grand navire coulé par l'U-70 et l’un des plus grands navires coulés pendant la guerre par un U-boot. Le Southland transportait une cargaison générale de Liverpool à Philadelphie lorsque l'U-70 le coula à la position 56° 10′ N, 12° 14′ O, à quelque 140 milles marins (260 km) de Tory Island. Pendant le reste du mois de juin, l'U-70 coula sept autres navires pour un total de 26 131 TJB.
Après juin 1917, l'U-70 ne coula que deux autres navires pendant le reste de la guerre, dont le sloop britannique Rhododendron de classe Flower le 5 mai 1918. Le Rhododendron avait été construit en 1917 spécialement comme un Q-ship, un navire de guerre déguisé en navire marchand pour attirer les sous-marins allemands à portée de leurs canons dissimulés. Le sloop patrouillait au large de Mull Head, dans les îles Orcades, lorsqu’il a été touché par une torpille de l'U-70. Le capitaine, le capitaine de corvette Charles Arthur Peal, fut désorienté à la suite de l’explosion et, au lieu d’ordonner une « illusion de panique » pour attirer le sous-marin à portée, ordonna l’évacuation complète du navire, qui fut effectuée dans une grande hâte et confusion. L'U-70 s’est approché du navire en feu et a observé l’évacuation chaotique, capturant un officier marinier d’un radeau de sauvetage qui a révélé la véritable identité du navire. L'U-70 bombarde l’épave et s’échappe sans être pris sous le feu. Le Rhododendron chavira et coula le lendemain matin, entraînant la perte de 15 hommes, quatre tués dans l’explosion et 11 noyés lors de l’évacuation. Peal et le reste de l’équipage furent sévèrement critiqués pour leur conduite sous le feu par un conseil de guerre de l’Amirauté.
Au total, au cours de ses douze patrouilles de guerre l'U-70 a coulé 53 navires d’un tonnage combiné de 136 578 TJB et en a endommagé cinq d’un tonnage de 24 971 TJB. Il s’est rendu aux Britanniques le 20 novembre 1918, neuf jours après l’armistice, et a été démantelé à Bo'ness en 1919-1920.

## Affectations
- IVe flottille : du 9 février 1916 au 11 novembre 1918[2].

## Commandants
- Kapitänleutnant Otto Wünsche[6] : du 22 septembre 1915 au 15 septembre 1918.
- Kptlt. Joachim Born[27] : du 16 septembre au 11 novembre 1918.

## Navires coulés
| Date             | Nom                | Nationalité  | Tonnage | Destin    |
| ---------------- | ------------------ | ------------ | ------- | --------- |
| 16 mars 1916     | Berwindvale        | Royaume-Uni  | 5242    | Endommagé |
| 16 mars 1916     | Willie             | Royaume-Uni  | 185     | Coulé     |
| 17 mars 1916     | Lindfjeld          | Norvège      | 2230    | Coulé     |
| 22 mars 1916     | Bougainville       | France       | 2248    | Coulé     |
| 24 mars 1916     | Fenay Bridge       | Royaume-Uni  | 3838    | Coulé     |
| 25 mars 1916     | Duendes            | Royaume-Uni  | 4602    | Endommagé |
| 28 mars 1916     | Eagle Point        | Royaume-Uni  | 5222    | Coulé     |
| 2 avril 1916     | Arena              | Norvège      | 1019    | Coulé     |
| 17 décembre 1916 | Pascal             | Royaume-Uni  | 5587    | Coulé     |
| 18 décembre 1916 | Eugène Gaston      | France       | 184     | Coulé     |
| 18 décembre 1916 | Flimston           | Royaume-Uni  | 5751    | Coulé     |
| 18 décembre 1916 | Hirondelle         | France       | 148     | Coulé     |
| 22 décembre 1916 | Avanti             | Italie       | 1673    | Coulé     |
| 22 décembre 1916 | Thyra              | Norvège      | 749     | Endommagé |
| 24 décembre 1916 | Harry W. Adams     | Royaume-Uni  | 127     | Coulé     |
| 26 décembre 1916 | Spinaway           | Royaume-Uni  | 95      | Coulé     |
| 30 décembre 1916 | Borre              | Norvège      | 741     | Coulé     |
| 30 décembre 1916 | Edda               | Norvège      | 1138    | Coulé     |
| 1er janvier 1917 | Tsiropinas         | Grèce        | 3015    | Coulé     |
| 2 janvier 1917   | Aconcagua          | France       | 1313    | Coulé     |
| 2 janvier 1917   | Odda               | Norvège      | 1101    | Coulé     |
| 2 janvier 1917   | San Leandro        | Espagne      | 1616    | Coulé     |
| 4 janvier 1917   | Ruby               | Empire russe | 949     | Coulé     |
| 9 janvier 1917   | Excellent          | Royaume-Uni  | 1944    | Coulé     |
| 27 février 1917  | San Patricio       | Royaume-Uni  | 9712    | Endommagé |
| 3 mars 1917      | Kincardine         | Royaume-Uni  | 4108    | Coulé     |
| 9 mars 1917      | Inverlogie         | Royaume-Uni  | 2347    | Coulé     |
| 10 mars 1917     | Mediterranean      | Royaume-Uni  | 105     | Coulé     |
| 10 mars 1917     | T. Crowley         | Royaume-Uni  | 97      | Coulé     |
| 12 mars 1917     | Winnebago          | Royaume-Uni  | 4666    | Endommagé |
| 13 mars 1917     | Alma               | Empire russe | 335     | Coulé     |
| 13 mars 1917     | Elizabeth Eleanor  | Royaume-Uni  | 169     | Coulé     |
| 13 mars 1917     | Pera               | Empire russe | 1737    | Coulé     |
| 15 mars 1917     | Balaguier          | France       | 2293    | Coulé     |
| 15 mars 1917     | Circé              | France       | 4133    | Coulé     |
| 16 mars 1917     | Norma Pratt        | Royaume-Uni  | 4416    | Coulé     |
| 16 mars 1917     | SS Vigilancia      | États-Unis   | 4115    | Coulé     |
| 18 mars 1917     | Joshua Nicholson   | Royaume-Uni  | 1853    | Coulé     |
| 21 mars 1917     | Sebek              | Royaume-Uni  | 4601    | Coulé     |
| 24 mars 1917     | Clan Galbraith     | Norvège      | 2168    | Coulé     |
| 24 mars 1917     | Eos                | Danemark     | 179     | Coulé     |
| 24 mars 1917     | Valkyrian          | Suède        | 233     | Coulé     |
| 24 mars 1917     | Vestdal            | Norvège      | 1690    | Coulé     |
| 26 mars 1917     | Harflete           | Royaume-Uni  | 4814    | Coulé     |
| 21 avril 1917    | Manchester Citizen | Royaume-Uni  | 4251    | Coulé     |
| 28 avril 1917    | Anne Marie         | Norvège      | 441     | Coulé     |
| 29 avril 1917    | Daleby             | Royaume-Uni  | 3628    | Coulé     |
| 30 avril 1917    | Delamere           | Royaume-Uni  | 1525    | Coulé     |
| 4 juin 1917      | SS Southland       | Royaume-Uni  | 11899   | Coulé     |
| 9 juin 1917      | Appledore          | Royaume-Uni  | 3843    | Coulé     |
| 9 juin 1917      | Egyptiana          | Royaume-Uni  | 3818    | Coulé     |
| 9 juin 1917      | Harbury            | Royaume-Uni  | 4572    | Coulé     |
| 10 juin 1917     | Galicia            | Royaume-Uni  | 1400    | Coulé     |
| 11 juin 1917     | City of Perth      | Royaume-Uni  | 3427    | Coulé     |
| 18 juin 1917     | Queen Adelaide     | Royaume-Uni  | 4965    | Coulé     |
| 19 juin 1917     | Buffalo            | Royaume-Uni  | 4106    | Coulé     |
| 25 juin 1917     | Malda              | Royaume-Uni  | 7896    | Coulé     |
| 5 mai 1918       | HMS Rhododendron   | Royal Navy   | 1290    | Coulé     |